# Ron Frazier
Ronald Cordell „Ron“ Frazier (* 10. Dezember 1939 in Marceline, Missouri; † 21. Dezember 2003 in Jefferson City, Missouri) war ein US-amerikanischer Film- und Theaterschauspieler. 

## Leben und Karriere
Frazier war ein Veteran der Armee, bevor er eine Karriere als Schauspieler begann. Er trat sowohl als Film- als auch als Theaterschauspieler in Erscheinung. 
Von 1967 bis 1970 war er Theaterschauspieler der Trinity Repertory Company Theatre in Providence, Rhode Island. Er war ebenfalls im Milwaukee Repertory Theatre und im Guthrie Theatre tätig. Schließlich war er auch am Broadway tätig. Als Filmschauspieler wurde er durch Rollen in Brubaker (1980), Die Schattenmacher (1989) und Aus Mangel an Beweisen (1990) bekannt. Er hat auch in Fernsehfilmen mitgespielt und hatte ebenfalls Gastauftritte in Fernsehserien.
Frazier war zweimal verheiratet und hatte einen Sohn. Außerdem lehrte er Schauspiel an der American Academy of Dramatic Arts in New York City.

## Filmografie (Auswahl)
- 1980: Brubaker
- 1981: Das Rollover-Komplott (Rollover)
- 1985: D.A.R.Y.L. – Der Außergewöhnliche
- 1985: Männer für jeden Job (Head Office)
- 1987: Kojaks Rückkehr (Kojak: The Price of Justice; Fernsehfilm)
- 1989: Die Bombe (Day One)
- 1989: Die Schattenmacher (Fat Man and Little Boy)
- 1990: Aus Mangel an Beweisen (Presumed Innocent)
- 1992: Der Schatten des Mörders (She Woke Up; Fernsehfilm)
- 1992: Dead Ahead: The Exxon Valdez Disaster (Fernsehfilm)
- 1994: Opfer der Wut (Cries Unheard: The Donna Yaklich Story; Fernsehfilm)